# كارلوس أليسيدس غونزاليس
كارلوس أليسيدس غونزاليس (بالإسبانية: Carlos Alcides González)‏ هو لاعب كرة قدم أرجنتيني في مركز الوسط، ولد في 11 نوفمبر 1963 في Seguí ‏ في الأرجنتين. لعب مع ديبورتيس إيكيكي.